# اسماعیل گوتیرز
اسماعیل گوتیرز (انگلیسی: Ismael Gutiérrez؛ زادهٔ ۱۰ اکتبر ۲۰۰۰) بازیکن فوتبال اهل اسپانیا است.
از باشگاه‌هایی که در آن بازی کرده‌است می‌توان به باشگاه فوتبال دپورتیوو آلاوس اشاره کرد.

## زندگی شخصی
فابیان رویز، پسر عموی اسماعیل نیز فوتبالیست و هافبک است. او هم در رئال بتیس بازی می‌کرد.